# Saut en longueur masculin aux championnats du monde d'athlétisme 2015
Pour un article plus général, voir Championnats du monde d'athlétisme 2015.
Navigation
Moscou 2013 Londres 2017
L'épreuve du saut en longueur masculin des championnats du monde de 2015 s'est déroulée les 24 et 25 août 2015 dans le Stade national de Pékin. Elle est remportée par le Britannique Greg Rutherford.

## Records et performances

### Records
Les records du saut en longueur hommes (mondial, des championnats et par continent) étaient avant les championnats 2015 les suivants.
| Record                    | Athlète                     | Pays             | Résultats | Lieu                 | Date            |
| ------------------------- | --------------------------- | ---------------- | --------- | -------------------- | --------------- |
| Record du monde           | Mike Powell                 | États-Unis       | 8,95 m    | Tokyo                | 30 août 1991    |
| Record des championnats   | Mike Powell                 | États-Unis       | 8,95 m    | Tokyo                | 30 août 1991    |
| Record d'Afrique          | Godfrey Khotso Mokoena      | Afrique du Sud   | 8,50 m    | Madrid               | 4 juillet 2009  |
| Record d'Asie             | Mohamed Salman Al Khuwalidi | Arabie saoudite  | 8,48 m    | Sotteville-lès-Rouen | 2 juillet 2006  |
| Record d'Amérique du Nord | Mike Powell                 | États-Unis       | 8,95 m    | Tokyo                | 30 août 1991    |
| Record d'Amérique du Sud  | Irving Saladino             | Panama           | 8,73 m    | Hengelo              | 24 mai 2008     |
| Record d'Europe           | Robert Emmiyan              | Union soviétique | 8,86 m    | Tsakhkadzor          | 22 mai 1987     |
| Record d'Océanie          | Mitchell Watt               | Australie        | 8,54 m    | Stockholm            | 29 juillet 2011 |

### Meilleures Performances
Les dix athlètes les plus performants de l'année sont, avant les championnats, les suivants :
|    | Athlète          | Pays           | Résultats | Lieu                      | Date            |
| -- | ---------------- | -------------- | --------- | ------------------------- | --------------- |
| 1  | Jeff Henderson   | États-Unis     | 8,52 m    | Toronto                   | 22 juillet 2015 |
| 2  | Zarck Visser     | Afrique du Sud | 8,41 m    | Bad Langensalza           | 4 juillet 2015  |
| 3  | Marquis Dendy    | États-Unis     | 8,39 m    | Eugene                    | 25 juin 2015    |
| 4  | Rushwal Samaai   | Afrique du Sud | 8,38 m    | Stellenbosch              | 17 avril 2015   |
| 5  | Greg Rutherford  | Royaume-Uni    | 8,35 m    | Birmingham                | 7 juin 2015     |
| 6  | Jarrion Lawson   | Afrique du Sud | 8,34 m    | Eugene                    | 10 juin 2015    |
| 7  | Markus Rehm      | Allemagne      | 8,29 m    | L'Hospitalet de Llobregat | 16 mai 2015     |
| 7  | Aleksandr Menkov | Russie         | 8,27 m    | Shanghai                  | 17 mai 2015     |
| 9  | Mike Hartfield   | États-Unis     | 8,27 m    | Pékin                     | 20 mai 2015     |
| 10 | Kafétien Gomis   | France         | 8,26 m    | Tcheboksary               | 20 juin 2015    |

## Engagés
Pour se qualifier, il faut avoir réalisé au moins 8,10 m entre le 1er octobre 2014 et le 10 août 2015.
Le champion du monde en titre et le vainqueur de la Ligue de diamant 2014 bénéficient d'une wild card, tandis que les champions continentaux en titre sont également qualifiés, la décision finale d'aligner l'athlète relevant de la fédération nationale concernée.

32 athlètes sont engagés, dont le tenant du titre Aleksandr Menkov.

## Médaillés
| Or              | Argent           | Bronze      |
| Greg Rutherford | Fabrice Lapierre | Wang Jianan |

## Résultats

### Finale
| Rang               | Athlète           | Pays        | Essais | Essais | Essais | Essais | Essais | Essais | Marque | Notes |
| Rang               | Athlète           | Pays        | 1      | 2      | 3      | 4      | 5      | 6      | Marque | Notes |
| ------------------ | ----------------- | ----------- | ------ | ------ | ------ | ------ | ------ | ------ | ------ | ----- |
| Médaille d'or      | Greg Rutherford   | Royaume-Uni | X      | 8,29 m | X      | 8,41 m | -      | -      | 8,41 m | SB    |
| Médaille d'argent  | Fabrice Lapierre  | Australie   | X      | 7,85 m | 8,10 m | X      | 8,20 m | 8,24 m | 8,24 m | SB    |
| Médaille de bronze | Wang Jianan       | Chine       | 8,14 m | 8;18   | 8,08 m | X      | X      | 6,27 m | 8,18 m |       |
| 4                  | Gao Xinglong      | Chine       | 8,14 m | 7,87 m | 7,85 m | X      | 7,95 m | 8,02 m | 8,14 m | SB    |
| 5                  | Li Jinzhe         | Chine       | 7,69 m | X      | 8,09 m | X      | 8,10 m | X      | 8,10 m |       |
| 6                  | Aleksandr Menkov  | Russie      | 8,02 m | X      | 7,98 m | X      | X      | X      | 8,02 m |       |
| 7                  | Kafétien Gomis    | France      | X      | X      | 8,02 m | 7,57 m | X      | 7,80 m | 8,02 m |       |
| 8                  | Sergey Polyanskiy | Russie      | 7,89 m | 7,97 m | X      | X      | X      | X      | 7,97 m |       |
| 9                  | Jeff Henderson    | États-Unis  | X      | 7,95 m | X      |        |        |        | 7,95 m |       |
| 10                 | Tyrone Smith      | Bermudes    | X      | 7,79 m | X      |        |        |        | 7,79 m |       |
| 11                 | Radek Juška       | Tchéquie    | 7,55 m | 7,57 m | X      |        |        |        | 7,57 m |       |
| -                  | Mike Hartfield    | États-Unis  | X      | X      | X      |        |        |        | NM     |       |

### Qualification
Qualification pour la finale : 8,15 m (Q) ou les 12 meilleurs sauts (q).
| Rank | Group | Name                    | Nationality             | Essai 1 | Essai 2 | Essai 3 | Mark   | Notes |
| ---- | ----- | ----------------------- | ----------------------- | ------- | ------- | ------- | ------ | ----- |
| 1    | B     | Jeff Henderson          | États-Unis              | 8,36 m  |         |         | 8,36 m | Q     |
| 2    | B     | Greg Rutherford         | Royaume-Uni             | x       | 8,25 m  |         | 8,25 m | Q     |
| 3    | B     | Mike Hartfield          | États-Unis              | x       | 8,13 m  | –       | 8,13 m | q     |
| 4    | A     | Wang Jianan             | Chine                   | 8,12 m  | 8,02 m  | –       | 8,12 m | q     |
| 5    | B     | Gao Xinglong            | Chine                   | 7,00 m  | 8,11 m  | –       | 8,11 m | q     |
| 6    | B     | Li Jinzhe               | Chine                   | 8,07 m  | 8,10 m  | –       | 8,10 m | q     |
| 7    | A     | Kafétien Gomis          | France                  | x       | 7,66 m  | 8,09 m  | 8,09 m | q     |
| 8    | A     | Aleksandr Menkov        | Russie                  | x       | 7,96 m  | 8,08 m  | 8,08 m | q     |
| 9    | B     | Sergey Polyanskiy       | Russie                  | 7,87 m  | 8,06 m  | x       | 8,06 m | q     |
| 10   | B     | Tyrone Smith            | Bermudes                | 7,72 m  | 8,01 m  | 8,03 m  | 8,03 m | q     |
| 11   | B     | Fabrice Lapierre        | Australie               | 8,03 m  | x       | x       | 8,03 m | q     |
| 12   | A     | Radek Juška             | Tchéquie                | x       | 7,50 m  | 7,98 m  | 7,98 m | q     |
| 13   | B     | Godfrey Khotso Mokoena  | Afrique du Sud          | x       | 7,98 m  | x       | 7,98 m |       |
| 14   | B     | Fabian Heinle           | Allemagne               | x       | x       | 7,96 m  | 7,96 m |       |
| 15   | B     | Emiliano Lasa           | Uruguay                 | 7,95 m  | x       | x       | 7,95 m |       |
| 16   | A     | Yohei Sugai             | Japon                   | 7,92 m  | 7,60 m  | 7,89 m  | 7,92 m |       |
| 17   | A     | Kanstantsin Barycheuski | Biélorussie             | 7,89 m  | x       | 7,76 m  | 7,89 m |       |
| 18   | A     | Daniel Bramble          | Royaume-Uni             | x       | 7,83 m  | x       | 7,83 m |       |
| 19   | A     | Zarck Visser            | Afrique du Sud          | x       | 7,79 m  | 7,78 m  | 7,79 m |       |
| 20   | B     | Rushwal Samaai          | Afrique du Sud          | 7,68 m  | 7,79 m  | 7,69 m  | 7,79 m |       |
| 21   | A     | Marquis Dendy           | États-Unis              | x       | 7,78 m  | x       | 7,78 m |       |
| 22   | B     | Ignisious Gaisah        | Pays-Bas                | x       | 7,77 m  | 7,71 m  | 7,77 m |       |
| 23   | A     | Maykel Demetrio Massó   | Cuba                    | 7,70 m  | 7,04 m  | 7,28 m  | 7,70 m |       |
| 24   | A     | Alyn Camara             | Allemagne               | 7,45 m  | x       | 7,66 m  | 7,66 m |       |
| 25   | A     | Ahmed Fayez Al-Dosari   | Arabie saoudite         | 7,63 m  | 7,24 m  | 7,19 m  | 7,63 m |       |
| 26   | A     | Damar Forbes            | Jamaïque                | 7,61 m  | 7,62 m  | 7,61 m  | 7,62 m |       |
| 27   | A     | Higor Alves             | Brésil                  | 7,60 m  | x       | x       | 7,60 m |       |
| 28   | B     | Waisale Dausoko         | Fidji                   | x       | 6,89 m  | x       | 6,89 m |       |
|      | B     | Alexsandro de Melo      | Brésil                  | x       | x       | x       | NM     |       |
|      | B     | Ifeanye Otuonye         | Îles Turques-et-Caïques | x       | x       | x       | NM     |       |
|      | A     | Michel Tornéus          | Suède                   | x       | x       | x       | NM     |       |
|      | A     | Quincy Breell           | Aruba                   | x       | x       | x       | NM     |       |

## Légende
Records et Performances
- AR : Record continental (area record)
- CR : Record des championnats (championship record)
- MR : Record du meeting (meet record)
- NR : Record national (national record)
- OR : Record olympique (olympic record)
- PR : Record paralympique (paralympic record)
- PB : Record personnel (personal best)
- SB : Meilleure performance personnelle de la saison (season's best)
- WL : Meilleure performance mondiale de l'année (world leader)
- WJR : Record du monde junior (world junior record)
- WR : Record du monde (world record)

Circonstances et Conditions
- DNF : N'a pas terminé (did not finish)
- DNS : N'a pas pris le départ (did not start)
- DQ : Disqualification (disqualification)
- NM : Aucun essai valable enregistré (No Mark)
- Q : Qualifié « directement » au prochain tour (ou à la prochaine compétition), lors d'une compétition majeure, grâce au classement ou à la réalisation des minima (automatic qualifier)
- q : Qualifié au prochain tour (ou à la prochaine compétition), lors d'une compétition majeure, grâce au repêchage ou à la réalisation de l'une des meilleures performances parmi celles des « non qualifiés directement » (grâce au meilleur temps ou à la meilleure distance par exemple) (secondary qualifier)